# 沃薩 (內布拉斯加州)
沃薩（英語：Wausa）是位於美國內布拉斯加州諾克斯縣的村。

## 人口
根據2020年美國人口普查的數據，沃薩的面積為1.36平方千米，皆為陸地。當地共有人口592人，而人口密度為每平方千米435人。